# Pfarrkirche Raasdorf

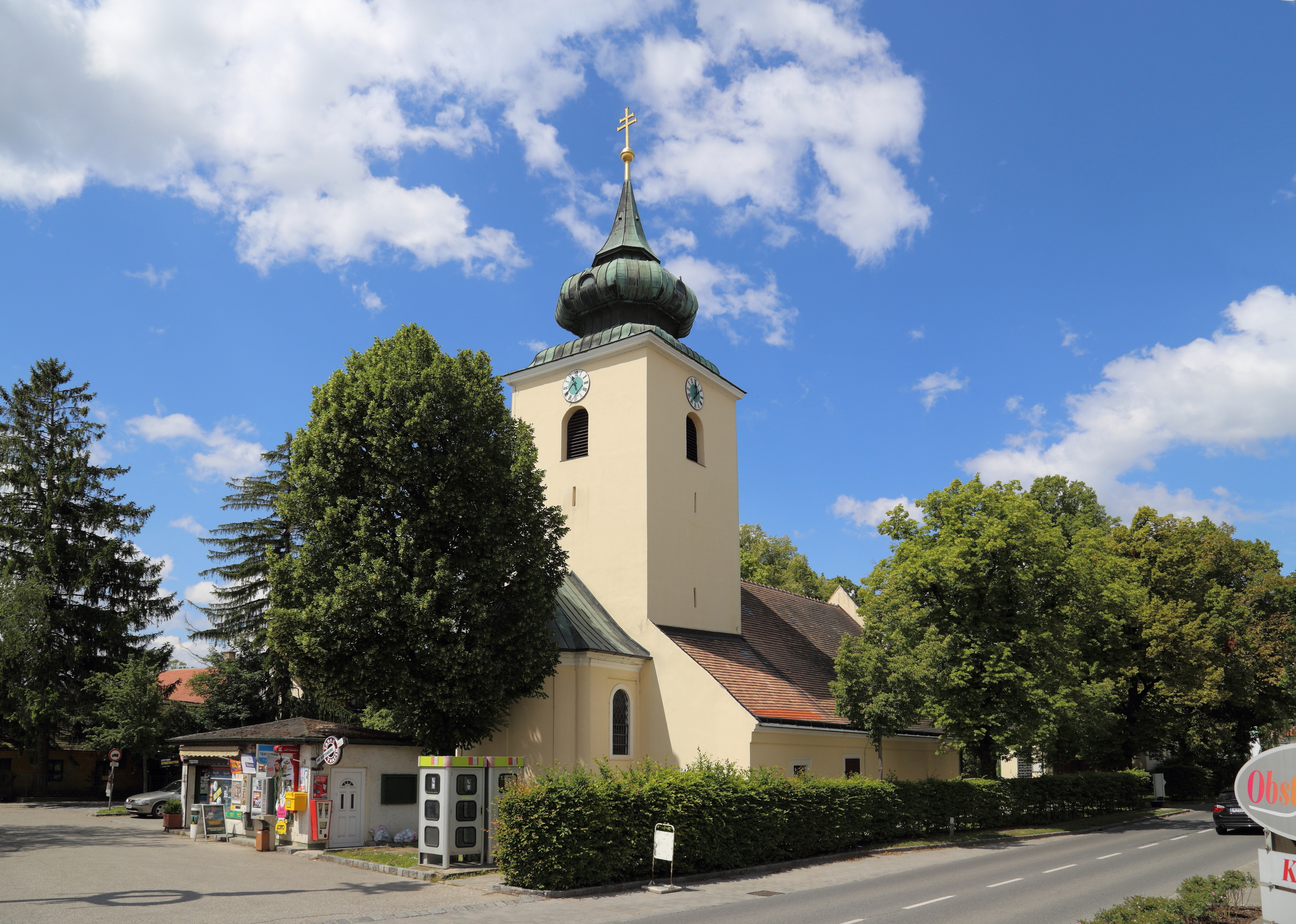
Kath. Pfarrkirche hl. Magdalena in Raasdorf

Die römisch-katholische Pfarrkirche Raasdorf steht in der Gemeinde Raasdorf im Bezirk Gänserndorf in Niederösterreich. Sie ist der heiligen Maria Magdalena geweiht und gehört zum Dekanat Marchfeld im Vikariat Unter dem Manhartsberg der Erzdiözese Wien. Das Bauwerk steht unter Denkmalschutz.

## Lagebeschreibung
Das Kirchengebäude steht in der Angermitte in der Gemeinde Raasdorf.

## Geschichte
Bereits im Mittelalter stand eine Kirche an der heutigen Stelle. Das heutige Bauwerk stammt im Kern aus der zweiten Hälfte des 13. Jahrhunderts. Das niedrige Langhaus wurde 1736 errichtet. 1749 wurde die Kirche zur Pfarrkirche erhoben.

## Kirchenbau
Kirchenäußeres
Die Kirche ist ein schlichter Bau, der im Kern romanisch ist. Das niedrige Langhaus von 1726 ist barock. Über dem romanischen Chorquadrat ist ein gedrungener Ostturm mit Biedermeierhaube. Daran schließt im Osten ein barocker Chor mit rundem Chorschluss aus dem Jahr 1736 an. Im Norden ist eine frühgotische Sakristei vom Anfang des 14. Jahrhunderts und weitere jüngere Anbauten an. Im Süden schließt eine barocke Sakristei an den Chor an. An der Westseite schließt ein kleiner Vorbau an das Langhaus an. Die barocken Rundbogenfenster werden durch Faschen betont.
Kircheninneres
Das Langhaus ist zweijochig. Darüber ist ein Flachtonnengewölbe mit Stichkappen und Stuckrahmen. Im ehemaligen Chorquadrat ist Kreuzrippengewölbe mit einem figuralen Schlussstein. Auf diesem ist das „Lamm Gottes“ dargestellt. Der Chor ist pilastergegliedert. Die nördlich liegende Sakristei ist kreuzrippengewölbt mit Rosettenschlussstein. Bemerkenswert ist die mittelalterliche Holztür mit großem Schloss. An der Nordwestecke des Langhauses ist eine gotische Gesichtsmaske. Die Glasmalerei entstand Anfang des 20. Jahrhunderts.

## Ausstattung
Der Hochaltar ist ein klassizistischer Säulenaltar vom Ende des 18. Jahrhunderts. Das Altarblatt vom Anfang des 19. Jahrhunderts zeigt die heilige Maria Magdalena. Der Taufstein wurde 1606 gebaut. In der Kirche hängen zwei Bilder, die den heiligen Josef und die „Beweinung Christi“ darstellen. Die Bilder wurden Anfang des 19. Jahrhunderts gemalt. Außerdem gibt es ein barockes Kruzifix vom Anfang des 18. Jahrhunderts und Kreuzwegbilder vom Anfang des 20. Jahrhunderts. Die Orgel aus 1934 stammt von Ferdinand Molzer der Jüngere.